# Zhang Chengye
Zhang Chengye (chiń. upr. 张成烨; chiń. trad. 張成燁; pinyin Zhāng Chéngyè; ur. 20 maja 1982 w Jilin) – chiński biathlonista. Dwukrotny uczestnik Zimowych Igrzysk Olimpijskich. Jego najlepszą pozycję jest drugie miejsce w biegu indywidualnym w Anterselvie w 2005 r.
Jego pasją jest piłka nożna.

## Osiągnięcia

### Zimowe Igrzyska Olimpijskie
| 2006 Turyn/Cesana San Sicario (Włochy) | 50. miejsce (IN), 17. miejsce (SP), 34. miejsce (PU)  |
| 2010 Vancouver/Whistler (Kanada)       | 50. miejsce (IN), 17. miejsce (SP), 34. miejsce (PU), |

### Mistrzostwa Świata
| 2004 Oberhof (Niemcy)                | 88. miejsce (IN), 98. miejsce (SP), DNF (RL)                           |
| 2005 Hochfilzen (Austria)            | 14. miejsce (IN), 57. miejsce (SP), 34. miejsce (PU),                  |
| 2007 Anterselva (Włochy)             | 65. miejsce (IN), 17. miejsce (RL)                                     |
| 2008 Östersund (Szwecja)             | 82. miejsce (IN), 39. miejsce (SP), 28. miejsce (PU), 16. miejsce (RL) |
| 2009 P'yŏngch'ang (Korea Południowa) | 56. miejsce (IN), 60. miejsce (SP), 24. miejsce (RL)                   |

### Puchar Świata

#### Miejsca w klasyfikacji generalnej
| Sezon     | Miejsce |
| --------- | ------- |
| 2003/2004 | 68.     |
| 2004/2005 | 24.     |
| 2005/2006 | 39.     |
| 2006/2007 | 38.     |
| 2007/2008 | 21.     |
| 2008/2009 | 72.     |
| 2009/2010 | 69.     |

#### Miejsca na podium chronologicznie
| Lp. | Dzień       | Rok  | Miejscowość | Konkurencja                | Lokata | Pudła   | Czas biegu | Strata  | Zwycięzca            |
| --- | ----------- | ---- | ----------- | -------------------------- | ------ | ------- | ---------- | ------- | -------------------- |
| 1.  | 19 stycznia | 2005 | Anterselva  | Bieg indywidualny na 20 km | 2.     | 1+0+0+0 | 57:21.5    | +2:33.5 | Ole Einar Bjørndalen |